# 이복 삼형제
이복 삼형제는 1971년 공개된 대한민국의 영화이다.

## 배역
- 최무룡
- 신성일
- 문희
- 김지미